# Varšavski ugovor
Varšavski pakt (ponekad nazivan i Varšavski ugovor; službeni naziv je bio Sporazum o prijateljstvu, suradnji i međusobnoj pomoći) bio je vojni savez država istočnog bloka koje su ga organizirale kao odgovor na stvaranje Sjevernoatlantskog pakta na Zapadu godine 1949. Kao izgovor za stvaranje Varšavskog pakta poslužilo je ponovno naoružavanje Zapadne Njemačke i njeno primanje u NATO preko ratifikacije pariških sporazuma.  Varšavski ugovor je sastavio Nikita Hruščov godine 1955. te je bio potpisan u Predsjedničkoj palači u Varšavi (odatle naziv) 14. svibnja 1955.

## Članice
- SSSR
- Albanija (naknadno istupila iz ideoloških razloga)
- Rumunjska
- Bugarska
- Njemačka Demokratska Republika
- Mađarska
- Poljska
- Čehoslovačka

Sve komunističke države Europe su bile potpisnice, osim SFRJ. Članice pakta su se obvezale da će jedna drugu potpomagati ako ijedna bude napadnuta.  Sporazum je također navodio da se odnosi među članicama temelje na međusobnom nemiješanju u unutrašnje poslove, odnosne poštovanju suvereniteta i nezavisnosti članica.  Te su odredbe samo godinu dana kasnije bile prekršene prilikom sovjetske invazije na Mađarsku i gušenja tamošnje antikomunističke pobune godine 1956.
Albanija je u Paktu prestala sudjelovati godine 1961. zbog sovjetsko-kineskog raskola, tijekom koga je staljinistički režim Envera Hoxhe podržao Kinu.  Iz Pakta je formalno izašla godine 1968.
Najveća vojna akcija u povijesti Pakta bila je sovjetska invazija na Čehoslovačku godine 1968. u svrhu gušenja tamošnjeg reformskog pokreta. U toj akciji su, uz sovjetske, sudjelovale i istočnonjemačke, mađarske, poljske i bugarske trupe.  Rumunjska, iako članica Pakta, u tome je odbila sudjelovati.  Opravdanje za invaziju je poznato kao Brežnjevljeva doktrina, odnosno teorija ograničenog suvereniteta, prema kojoj je SSSR sebi priskrbio pravo intervencije u slučajevima da neka od članica pokuša skrenuti sa "socijalističkog" puta.
Varšavski pakt nakon toga formalno nije sudjelovao u nijednom oružanom sukobu, iako su neke od država-članica imale manje kontingente savjetnike među sovjetskim trupama tijekom rata u Afganistanu.
U prosincu 1988. je sovjetski vođa Mihail Gorbačov objavio kako su države-članice slobodne napustiti Pakt, ako to žele. Priliku za to je dao pad Berlinskog zida godinu dana kasnije.  24. rujna 1990. je vlada tadašnje Istočne Njemačke potpisala sporazum sa SSSR-om kojim njeno članstvo u Varšavskom paktu prestaje ujedinjenjem Njemačke, koje se dogodilo 3. listopada.
Nakon toga su istim primjerom krenule i druge istočnoeuropske države, u kojima su na vlast došle antikomunističke i antisovjetske vlade. U siječnju 1991. su Čehoslovačka, Poljska i Mađarska objavila da će Pakt napustiti 1. srpnja 1991. godine, a u veljači je isto objavila i Bugarska.  Pakt je tog dana formalno prestao postojati.